# أولاد إسماعيل (لعشاش أولاد بوزيان)
أولاد إسماعيل هو دُوَّار يقع بجماعة عين الشواطر، إقليم فكيك، جهة الشرق في المملكة المغربية. ينتمي الدوّار لمشيخة لعشاش أولاد بوزيان التي تضم دوارين. يقدر عدد سكانه بـ 92 نسمة حسب الإحصاء الرسمي للسكان والسكنى لسنة 2004.

## روابط خارجية
- البوابة الوطنية للجماعات الترابية
- المندوبية السامية للتخطيط